# Atelolathys
Atelolathys varia es una especie de araña araneomorfa de la familia Dictynidae. Es la única especie del género monotípico Atelolathys. 

## Distribución
Es originaria de Sri Lanka.